# Conchita und der Ingenieur
Conchita und der Ingenieur ist ein im Amazonas-Gebiet spielender, deutsch-brasilianischer Abenteuerfilm aus dem Jahre 1954 mit Robert Freitag in der Hauptrolle. Der Geschichte liegt der Roman Conchita von Franz Taut zugrunde.

## Handlung
Der deutsche Ingenieur Thomas wird von einer großen Ölfirma nach Amazonien, inmitten des brasilianischen Dschungels, geholt. Er ahnt nicht, in welche Schwierigkeiten er gerät, als er seinen Job antritt. Es herrschen vor Ort mächtige Konkurrenzkämpfe zwischen den verschiedenen Ölfördergesellschaften, die mit harten Bandagen ausgetragen werden. So versucht eine Konkurrenzfirma beispielsweise, die Arbeiter von Thomas’ Gesellschaft zum Streik zu überreden; ein Manöver, das Thomas allerdings mit einigem Geschick und Überredungskraft hintertreiben kann. Nachdem er die Leute zur Rückkehr an die Arbeit bewegt hat, werden die Erträge sogar noch gesteigert.
Auch das benachbarte Indianervolk begehrt gegen die Ölbohrer auf und sorgt für Unruhe. Ein indigenes Mädchen, die Mestizin Conchita, entbrennt sogleich in Liebe zu dem hellhäutigen Ingenieur, was weitere Probleme nach sich zieht, denn Thomas ist mit der blonden Landsmännin Irene verlobt, die just zu diesem Zeitpunkt im Amazonasgebiet eintrifft. Dann greift auch noch das Indiovolk, das von der Konkurrenz aufgewiegelt wurde, die Förderungsstätten an, und die heißblütige Conchita steckt, aufgrund Irenes Eintreffen von heftiger Eifersucht gepackt, die Ölquellen an. Im lodernden Feuer sucht Conchita schließlich den Tod, während es Thomas gelingt, eine fatale Explosion der Öllager durch eine gezielte Sprengung zu verhindern.

## Produktionsnotizen

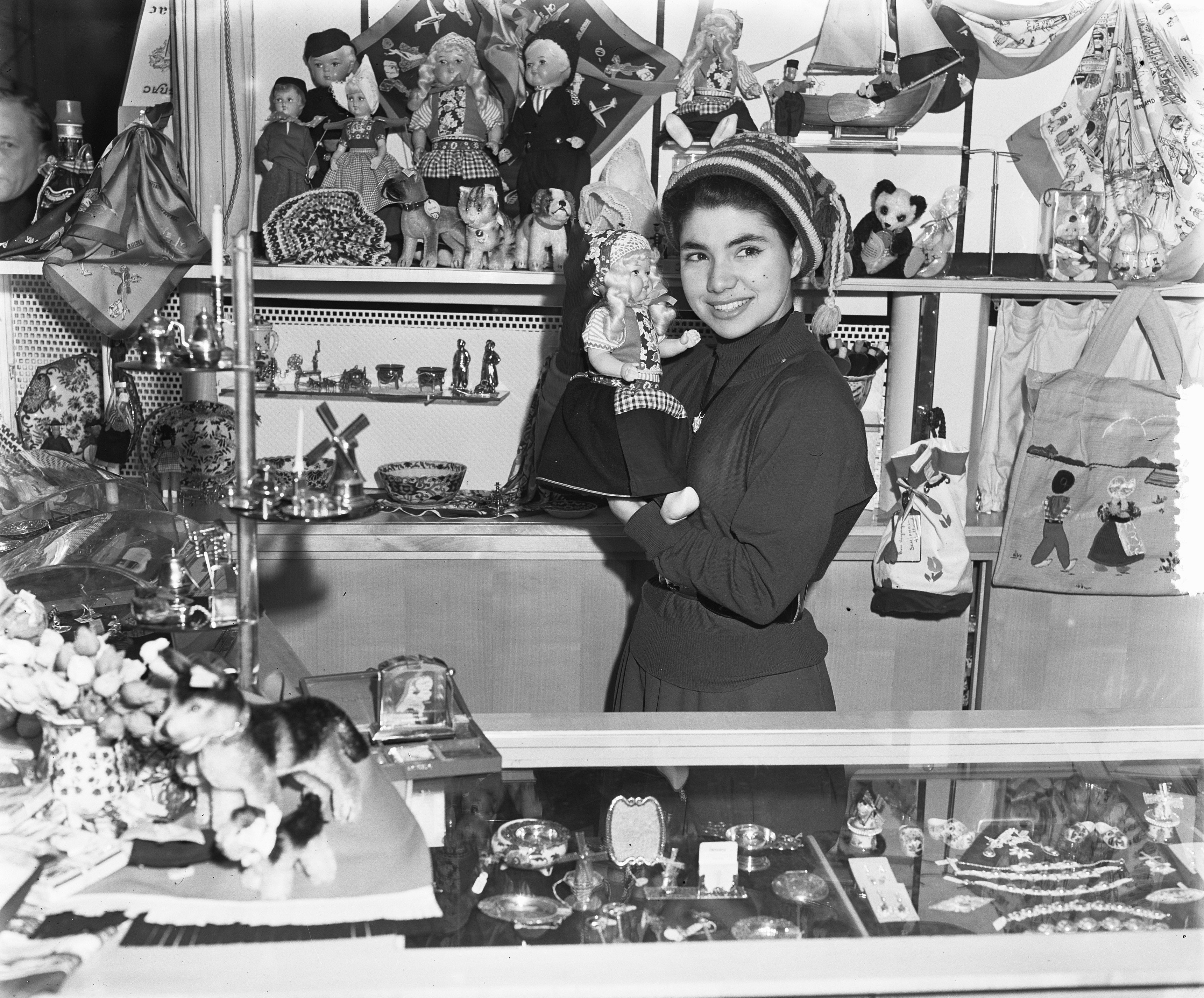
Die brasilianische Hauptdarstellerin Vanja Orico bei der Ankunft in den Niederlanden im Februar 1954, kurz vor Beginn der Dreharbeiten in Deutschland

Conchita und der Ingenieur entstand ab Frühjahr 1954 an brasilianischen Drehorten (Ölfeld Nova Olinda im Amazonas-Gebiet, Ölfelder im Bundesstaat Bahia, Umgebung von Rio de Janeiro) und in den Filmstudios von Geiselgasteig bei München. Der Film wurde am 24. September 1954 in Köln uraufgeführt, Berliner Premiere war am 5. Oktober 1954.
Oskar A. Bayer und Erwin Gitt übernahmen die Produktionsleitung. Alan Withy und Fritz Lück gestalteten die Filmbauten.
Hauptdarstellerin Vanja Orico (1931–2015) war im Vorjahr 1953 durch Lima Barretos Abenteuerfilm O Cangaceiro – Die Gesetzlosen international bekannt geworden. Gleich im Anschluss an Conchita und der Ingenieur, im Dezember 1954, stand die Carioca für eine weitere deutsche Produktion vor der Kamera: dem DDR-Film Die Windrose.
Von dem Film wurde auch eine einheimische Fassung namens Paixão nas Selvas (Leidenschaft im Urwald) in brasilianischem portugiesisch hergestellt, in der der brasilianische Schauspieler Cyll Farney (1925–2003) die Freitag-Rolle übernahm. Diese Version lief 1955 in den brasilianischen Kinos.

## Kritik
Im Filmdienst heißt es: „Deutscher Biedersinn und brasilianische Melodramatik in einem Abenteuerfilm auf bescheidenem Niveau.“